# European Democrat Students
European Democrat Students (EDS) – paneuropejskie centroprawicowe stowarzyszenie studentów i młodzieży, oficjalna studencka organizacja Europejskiej Partii Ludowej.

## Historia
Stowarzyszenie zostało założone w 1961 roku, podczas III Międzynarodowej Konferencji Studenckiej w Wiedniu, jako Międzynarodówka Studentów Chrześcijańsko-Demokratycznych i Konserwatywnych przez organizacje studenckie ze Skandynawii, Niemiec i Austrii. W maju tego samego roku, deklarację założycielską podpisali byli Freie Österreichische Studentenschaft (Austria), Konservative Studerende (Dania), Ring Christlich-Demokratischer Studenten (Republika Federalna Niemiec), Høyres Studenterforbund (Norwegia) i Fria moderata studentförbundet (Szwecja). Przewodniczącym rady założycielskiej był Gerhard Brunner z Austrii. Kilka miesięcy później do organizacji dołączyła także młodzieżówka brytyjskiej Partii Konserwatywnej – Federation of Conservative Students i ESC (Belgia).
5 czerwca 1975 roku stowarzyszenie przyjęło nazwę zaproponowaną przez Carla Bildta, która funkcjonuje obecnie.
EDS został członkiem Europejskiego Forum Młodzieży.

## Zarząd
Kadencja 2024–2026
Przewodniczący: Francesco Sismondini (Włochy)
Sekretarz generalny: Vladimir Kljajić (Serbia)
Wiceprzewodniczący:
- Sotiris Paphitis (Cypr)
- Damjan Konjanovski (Macedonia Północna)
- Filip Gajic (Chorwacja)
- Marina Christaki (Grecja)
- Chayenne Riolo (Malta)
- Stefan Arsov (Bułgaria)
- Iryna Shatokhina (Ukraina)
- Rodolph Zgheib (Liban)

## Organizacje członkowskie

### Pełni członkowie
(stan na lipiec 2025):
- Albania: Forumi Rinor i Partise Demokratike (młodzieżówka Demokratycznej Partia Albanii)
- Armenia: Organizacja Studencka Republikańskiej Partii Armenii
- Austria: AktionsGemeinschaft (organizacja studencka związana z Austriacką Partią Ludową)
- Belgia: Génération Engagée (młodzieżówka partii Les Engagés)
- Bułgaria:
  - Mladi Grazhdani za Evropeisko Razvitie na Bulgaria (młodzieżówka partii GERB)
  - Federation of Independent Student Societies
- Chorwacja: Hrvatska akademska zajednica (organizacja studencka Chorwackiej Partii Chłopskiej)
- Cypr: FPK Protoporia (organizacja studencka Zgromadzenia Demokratycznego)
- Estonia: Isamaa ja Res Publica Liit Noored (młodzieżówka partii Isamaa)
- Francja: Les Jeunes Républicains (młodzieżówka partii Republikanie)
- Gruzja: Młodzież Zjednoczonego Ruchu Narodowego
- Grecja: Dimokratiki Ananeotiki Protoporia – Nea Dimokratiki Foititiki Kinissi (młodzieżówka Nowej Demokracji)
- Hiszpania: Nuevas Generaciones del Partido Popular (młodzieżówka Partii Ludowej)
- Włochy:
  - StudiCentro
  - Generazioni Di Studenti per il Nuovo Centrodestra (młodzieżówka Nowej Centroprawicy)
- Kosowo: Forumi i Rinisë i Lidhjes Demokratike të Kosovës (młodzieżówka Demokratycznej Ligi Kosowa)
- Liban: Lebanese Forces Students Association (organizacja studencka partii Siły Libańskie)
- Litwa: Jaunųjų konservatorių lyga (młodzieżówka Związku Ojczyzny – Litewskich Chrześcijańskich Demokratów)
- Malta: Studenti Demokristjani Maltin
- Mołdawia: 
  - Liberal Democratic Youth of Moldova (młodzieżówka Partii Liberalno-Demokratycznej)
  - Partidul Acțiune și Solidaritate (młodzieżówka Partii Akcji i Solidarności)
- Macedonia Północna: Youth Forces Union of VMRO-DPMNE (młodzieżówka WMRO-DPMNE)
- Norwegia: Høyres Studenter (organizacja studencka Høyre)
- Rumunia: 
  - MIERT – Magyar Ifjúsági Értekezlet (młodzieżówka Demokratycznego Związku Węgrów w Rumunii)
  - Clubul Studentilor Liberali Romania (organizacja studencka Partii Narodowo-Liberalnej)
- San Marino: Giovani Democratico Cristiani (młodzieżówka Chrześcijańsko-Demokratycznej Partii San Marino)
- Słowacja: Občiansko-demokratická mládež
- Serbia: Mladi za inovacije
- Ukraina: Solidarna Molod (młodzieżówka partii Europejska Solidarność)
- Wielka Brytania: Young Conservative European Forum

### Członkowie obserwatorzy
- Szwecja: Kristdemokraterna Studentförbund (organizacja studencka Chrześcijańskich Demokratów)
- Holandia: Jong Sociaal Contract (młodzieżówka partii Nowa Umowa Społeczna)[5]
- Czarnogóra: Mladi Evropa Sad (młodzieżówka partii Europa teraz!)[5]
- Polska: Nowa Generacja (młodzieżówka Platformy Obywatelskiej)[5]
- Słowenia: Slovenska demokratska mladina (młodzieżówka Słoweńskiej Partii Demokratycznej)[5]

### Członkowie stowarzyszeni
- Czechy: Mladí konzervativci (młodzieżówka Obywatelskiej Partii Demokratycznej)